# Демидів (Вишгородський район)
Деми́дів — село в Україні, у Димерській селищній громаді Вишгородського району Київської області. Входить до складу Димерської селищної громади. Одне з найдавніших сіл України — засноване у 1026 році.

## Географія
Село Демидів розташоване там, де річка Кізка вливається в річку Ірпінь поблизу Київського водосховища, за 35 км від Києва, на автошляхові «Київ — Мінськ».

## Населення
На початку 1970-х років у селі мешкало 3210 людини. За даними всеукраїнського перепису населення 2001 року у селі мешкало 3702 людини .
Мова
Розподіл населення за рідною мовою за даними перепису 2001 року був наступним:
| українська | 3509 | 94,79 |
| російська  | 174  | 4,70  |
| білоруська | 10   | 0,27  |
| молдовська | 6    | 0,16  |
| інші       | 3    | 0,08  |

## Історія

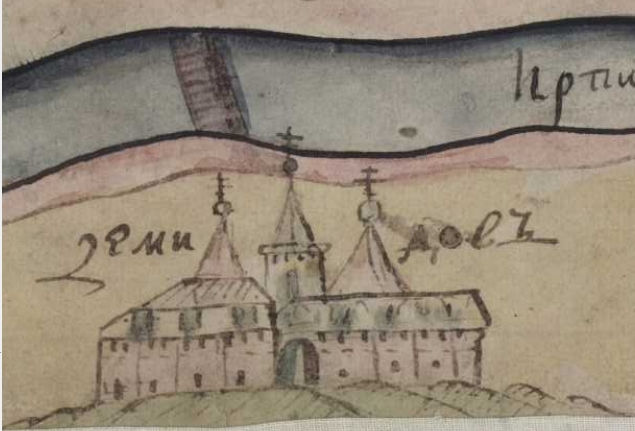
Демидів на карті XVIII століття

На околицях Демидова, понад річкою Ірпенем, збереглося близько 200 давньоруських курганів, а на території села, в урочищі Городці, височать вали слов’янського городища — ймовірні залишки давньоруського міста Городця. В літописі воно вперше згадується під 1026 роком, коли ймовірно тут уклали мир великий князь київський Ярослав Мудрий та його брат Мстислав. Руські землі було поділено на дві частини, кордон між якими проходив по Дніпру.
У 1097—1098 роках під час загострення князівських усобиць ймовірно Городець, а не Любеч, став місцем переговорів руських князів на чолі з великим князем київським Володимиром Мономахом про об'єднання сил для боротьби з половцями. У 1150 році місто дістав вигнаний з Києва син Володимира Мономаха — Юрій Долгорукий. У 1151 році під Городець підійшли дружини великого князя київського Ізяслава та інших князів. Вони спалили посад, а Юрія Долгорукого примусили повернутися на княжіння до Суздаля.

### Велике князівство Литовське
Під час монголо-татарської навали Городець був зруйнований і тривалий час лишався спустілим. У 1362 році цю територію зайняло Велике князівство Литовське. Після інкорпорації у 1471 році удільного Київського князівства вона увійшла до складу Київського воєводства. Демидів вперше згадується в люстрації Київського замку 1543 року. На той час у ньому налічувалося 16 господарств, що виконували на користь замку численні повинності — натурою, орали, косили, відбували військову службу.
В другій половині XVI століття у Демидові спостерігався приплив населення. Сюди втікали селяни з Волині і Поділля, шукаючи порятунку від феодального гніту, який посилився після запровадження у 1557 році волочної поміри. У 1576 році внаслідок нападу кримських татар село знову було зруйноване, а мешканці забрані в ясир.
Після Люблінської унії 1569 року Демидів перейшов під корону Польщі, і він став королівським володінням. У ревізії Київського замку 1570 року село названо дуже злиденним. Селяни давали на користь воєводи 4 діжки меду та кілька возів сіна. В 1622 році тут проживало 28 підданих.
У першій половині XVII століття місцеві селяни сплачували на користь орендарів, в руках яких перебувало село, 28 злотих чиншу, давали 28 мір вівса (на суму 70 злотих), 5 діжок меду (на 122 злотих). Крім того, орендар мав віддавати на користь корони 150 кіп жита (на 112 злотих) і 150 кіп вівса (на 93 злотих), що також стягували з селян.

### Повстання Хмельницького
Місцеве населення взяло активну участь у повстанні Богдана Хмельницького 1648—1657 рр. Влітку 1648 року селяни Демидова, озброївшись косами та киями, почали громити маєтки шляхти. Частина з них влилася до селянсько-козацького війська Богдана Хмельницького. Демидів визволився від польсько-шляхетського панування і згідно з реєстром 1649 року був включений до складу Білогородської сотні Київського полку.
За Андрусівським перемир'ям 1667 року Демидів залишився під владою корони Польської. Король Ян II Казимир подарував Демидів «на вічні часи» гетьману Павлу Тетері, а через кілька років село перейшло до рук прибічника польської шляхти, козацького полковника В. Іскрицького. Посилення соціального гніту викликало зростання невдоволення селян, які у кінці XVII століття активно підтримували визвольний рух на Правобережжі.
У 1700 році Демидів увійшов до складу Димерського староства. В першій чверті XVIII століття село переходило від одного власника до іншого. Найдовше воно перебувало в руках київського каштеляна Стецького. У 1723 році Стецький домігся переведення села на становище містечка і дістав дозвіл на проведення тут ярмарків. Часті зміни панів, кожний з яких прагнув одержати якнайбільше прибутків, супроводилися зростанням феодальних повинностей і посиленням експлуатації селян. У відповідь на це вони неодноразово піднімалися на боротьбу проти гнобителів. Широкого розмаху в районі Демидова, як і скрізь на Київщині, набрав гайдамацький рух. У 1752 році значний загін гайдамаків з'явився біля містечка і вчинив напад на маєтки місцевої шляхти.

### Другий поділ Речі Посполитої
Після окупації Правобережної України внаслідок другого поділу Речі Посполитої Росією Демидів з 1796 року увійшов до складу Київського повіту Київської губернії. Тяжким лишилося становище демидівських селян і після реформи скасування кріпацтва в Російській імперії 1861 року. За уставною грамотою 187 ревізьких душ містечка одержали 89 десятин присадибної землі, 896 десятин орної та сіножатей і 30 десятин непридатної, тобто 1015 десятин. За відносно невеликі наділи (в середньому до 4 десятин на двір) селяни мали сплачувати щороку лише по 6 крб. 40 копійок грошима і відробляти по 37 днів на користь поміщика Синельникова. До того ж, вони були позбавлені конче необхідних угідь. Протестуючи проти грабіжницької реформи, селяни відмовилися підписати кабальну уставну грамоту, знищували межові знаки між поміщицькими й селянськими землями, забирали з поля поміщицький хліб. У той же час місцевому поміщикові Синельникову належало в містечку та навколишніх селах майже 13 тис. десятин землі.
Селяни Демидова відгукнулися на події революції 1905—1907 років. У липні 1906 року вони незаконно почали рубати та вивозити поміщицький ліс. Коли ж 30 липня сюди прибув урядник і спробував виявити учасників порубок та відібрати ліс, селяни його побили і вигнали.
Під час проведення столипінської аграрної реформи поміщик продав частину своїх земель через селянський земельний банк. Переважну більшість її скупили селяни, що мали гроші, внаслідок чого навколо Демидова виникли нові хутори. У 1912 році в селі налічувалося 192 господарства, які мали 1076 десятин землі. З них 27 господарствам належало по 7 і більше десятин, 24 — по 5—7 десятин, 118 — від 1 до 5 десятин, 20—менше десятини і 3 були зовсім безземельними. Отже, понад 73 відсотки селянських господарств не мали достатньої на думку автора кількості землі. Тим часом місцевому заможнику і лісопромисловцю Вовку належало понад 170 десятин польової землі і 20 десятин саду.
Населення Демидова не одержувало необхідної медичної допомоги. Всю Димерську волость, до складу якої він входив, обслуговував лікар і 2 фельдшери.
Освіта була непотрібна для більшості населення. На початку XX століття в Демидові, де налічувалося 882 мешканці, діяла лише церковнопарафіяльна школа. В ній один учитель навчав 50 дітей. У 1916 році на кожні 4 чоловіка 3 були неписьменні.

### Українська революція
На початку березня 1918 року більшовики були вибиті з містечка союзними УНР німецькими військами, які за підтримки українських військ наступали на схід за умовами Берестейського мирного договору й таким чином відновили порядок в Українській Державі П. Скоропадського. За підтримки російських більшовиків тут були створені повстанські колаборантські загони, які у серпні почали повстання проти гетьманського гарнізону в Димері. Воно було жорстко придушене німецькими військами, що прибули з Києва. За участь у повстанні на демидівців наклали велику контрибуцію — близько 500 пудів хліба.
Після антигетьманського повстання Демидів зайняли війська Директорії УНР, але вже на початку лютого 1919 року його було захоплено російськими більшовиками. Встановлення радянської влади у селі відбувалося в умовах боротьби проти повстанських загонів, які брали участь в Куренівському повстанні під командуванням Струка, завдяки чому вдалося відтягнути частини Червоної армії з українсько-більшовицького фронту й на кілька днів повернути УНР владу в Києві. У селі почала роботу більшовицька сільська Рада, що проводила наділення землею малоземельних і безземельних селян. Активно діяв ревком, під керівництвом якого було успішно виконано план продрозверстки, читай грабунку майна заможних селян, налагоджено роботу школи тощо.
У вересні 1919 року Демидів захопили білогвардійські війська денікінців. З квітня 1920 року тут діяла кущова партійна організація, яка об'єднувала більшовиків Демидова та сусідніх сіл і налічувала 17 осіб. Вона проводила більшовицьку агітацію серед населення. У квітні 1920 року обрали нову більшовицьку сільську Раду.
На початку травня 1920 року більшовицькі репресії в Демидові були перервані наступом військ директорії УНР разом із польськими союзниками. Але вже 15 червня в результаті наступу радянських військ Демидів був остаточно захоплений більшовиками. 27 серпня 1920 року було створено комнезам, який очолив С. М. Купрієнко. Долаючи опір селян, комнезам приступив до насильницького перерозподілу землі і наділення нею бідноти, яка мали стати опорою окупаційної влади.
Розгорнула діяльність сільрада. Вона керувала відбудовою зруйнованого господарства. З її ініціативи проводилися лісові насадження. Успішно діяли місцеві меліоративні товариства, які утворилися наприкінці 1922 року. За їх допомогою було осушено близько 300 десятин болотистих ґрунтів. Сільрада контролювала роботу споживчого кооперативного товариства, що виникло у 1924 році.
В Демидові діяв медпункт. Працювали початкова школа, де навчалося понад 70 дітей, і кілька шкіл для ліквідації неписьменності серед дорослих. У 1923 році відкрилася хата-читальня. При ній діяли гуртки художньої самодіяльності і бібліотека з книжковим фондом 1 тис. примірників.
На початку 1924 року у Демидові створили комсомольську організацію, а в 1930 році замість об'єднаної більшовицької організації, до якої входили також комуністи Козаровичів і Бирок, створена окрема більшовицька організація.
Сільрада разом з місцевими більшовиками проводили велику роботу, спрямовану на впровадження колективізації. З ініціативи комнезаму і сільради на колишніх землях заможного селянина Вовка було організовано товариство спільного обробітку землі, на базі якого у жовтні 1929 року створили сільськогосподарську артіль «Перемога». Для допомоги місцевим більшовикам восени 1930 року Димерський райком партії направив у Демидів на посаду директора школи Л. Л. Васильєва. Він багато зробив для проведення колективізації та розгортання боротьби з куркульством. На початку 1931 року колгосп «Перемога» об'єднував уже 200 господарств.
13 трамня 1931 невідомі вчинили напад на Л. Л. Васильєва, якого було тяжко поранено двома пострілами під час виступу у сільській раді, після чого той помер через декілька днів. Його похорон перетворився на демонстрацію за колгоспний рух, пропагандистський захід проти заможних селян. Колгоспу «Перемога» було присвоєно ім'я Васильєва, а в центрі села, де його поховали, було встановлено обеліск.
Колгосп імені Васильєва рік у рік зміцнювався. За ним було закріплено 2190 га землі. В господарстві побудували молочну ферму, в якій налічувалося 358 голів худоби, свиноферму і вівцеферму. Було розвинуто вирощування овочів у закритому і відкритому ґрунті. У двох теплицях майже протягом всього року збирали свіжі огірки, помідори, цибулю. Тут діяв льонопереробний пункт, лісопильний завод, млин, слюсарна і теслярська майстерні. Заклали також 30 га саду..
Завдяки завищеним нормам виробництва та припискам у колгоспі добилися високих урожаїв зернових, технічних та овочевих культур, одержували значну кількість молока і м'яса. Врожайність пшениці на колгоспних ланах становила 22 цнт, жита — 17 цнт, вівса і ячменю — 14 цнт, картоплі — 130 цнт з гектара. Чимало трудівників досягли значних успіхів. Славний шлях від колишньої батрачки до знатної ланкової пройшла П. К. Денисенко. Наслідуючи приклад Марії Демченко, її ланка в 1936 році зібрала рекордний врожай картоплі — по 390 цнт з гектара на площі 9,5 га та 853 цнт — з окремої ділянки розміром 1 га. Уряд високо оцінив самовіддану працю П. К. Денисенко, нагородивши її орденом Трудового Червоного Прапора. Ланка Н. Ф. Мельниченко у 1938 році зібрала по 337 цнт картоплі з гектара. В 1938 році свинарки колгоспу О. М. Кашка та С. М. Кисіль виростили по 16 поросят від кожної свиноматки. Колгосп у 1939 і 1940 роках був учасником Всесоюзної сільськогосподарської виставки. В 1940 році Головний виставковий комітет відзначив його дипломом 1-го ступеня, грошовою премією в сумі 10 тис. крб. та виділив легкову автомашину. 7 колгоспників були нагороджені медалями ВСГВ.

### Друга світова війна
3 початком німецько-радянської війни демидівці разом з усіма радянськими народами були насильно мобілізовані до лав окупаційної червоної армії. Під суворим наглядом партійної організації вони взяли активну участь у будівництві оборонних споруд. Після запеклих боїв 24 серпня 1941 року німецькі війська захопили село. Під час німецької окупації гітлерівці закатували 17 мешканців села, серед яких були організатори злочинного колгоспного будівництва Д. О. Карпенко, О. С. Карпенко, С. М. Купрієнко, Т. О. Купрієнко. На примусові роботи до Німеччини окупанти вивезли 130 юнаків і дівчат.
Незважаючи на жорстокий окупаційний режим, демидівці-сталіністи з грудня 1941 року утворили на території Димерського району підпільну групу під керівництвом комуніста Г. С. Скотаренка, яка поширила свою діяльність і на Демидів. До її складу входили демидівці В. М. Карпенко, В. Т. Денисенко, В. В. Денисенко, П. В. Проценко, а також К. І. Едемський, посланий з Києва для організації у районі партизанських груп.
У 1942 році підпільна організація «Арсеналець», що діяла на київському заводі «Арсенал», охопила своїм впливом і Димерський район. Вона направила у Демидів для підпільної роботи комуніста В. С. Гурєєва. Досвідчений інженер, він став «представником» німецької фірми Карла Берле, яка дістала підряди на відбудову мостів. Наприкінці 1942 року В. С. Гурєєва призначили виконробом на будівництві двох мостів через Ірпінь у районі Демидова. Він створив підпільну групу з військовополонених, зігнаних сюди для проведення будівельних робіт. Внаслідок роботи підпільників через порушення технічних розрахунків один із мостів навесні 1943 року дав осадку і вибув з ладу.
На лютий 1943 року в складі групи Г. С. Скотаренка вже існувала окрема бойова підпільно-партизанська група Демидова, організаторами й керівниками якої були К. І. Едемський і В. С. Гурєєв. Група мала кулемети, гвинтівки, гранати. Підпільники розповсюджували зведення Радянського інформбюро, проводили пропагандистську роботу серед населення. Під керівництвом членів групи, які працювали на кагатах у т. зв. «обіцинному» господарстві села, взимку 1942/43 років було навмисно заморожено 330 тонн картоплі і роздано населенню 21 тонну хліба та 11 тонн сіна.
Підпільникам вимушено допомагали місцеві мешканці, які переховували їх у себе і систематично постачали їм продовольство. На квартирі М. М. Вакуленко жили К. І. Едемський і певний час партизанський зв'язковий під кличкою «Гриша». У жительки села Т. В. Купрієнко з 1942 року по серпень 1943 року перебував В. С. Гурєєв.
4 листопада 1943 року частини Червоної армії відбили Демидів. 242 мешканці села були мобілізовані до лав Червоної армії, з них 70 нагороджено орденами й медалями СРСР. 137 демидівців загинуло під час війни, їх імена викарбувані на обеліску, що встановлений в центрі села. 
Після відбиття містечка населення було мобілізоване на відбудову зруйнованого господарства. Долаючи величезні труднощі, вони знову були загнані у колгосп. На допомогу демидівцям прийшла держава, що загнала в колгосп і яка надіслала зерно, худобу, надала грошову позику. За партійною директивою з Раменського району Московської області, до колгоспу імені Васильєва було надіслано телиць, завдяки чому було відновлено молочну ферму. У 1944 році ланки О. Рудник та X. Мельниченко зібрали по 500 цнт картоплі з гектара. Внаслідок самовідданої праці колгоспників план посіву озимини був перевиконаний. Швидкими темпами йшла відбудова колгоспних приміщень, зокрема тваринницьких ферм і парникового господарства. Вже в 1944 році колгосп одержав 140 тис. крб. доходу від садівництва і 90 тис. крб. від городництва. У жовтні 1945 року тут було створено партійно-кандидатську групу. Далі в кращих традиціях радянської пропаганди.
Величезну роль у житті Демидова мало освоєння земель заплави річки Ірпеня, яке почалося в 1947 році. Демидівці разом з селянами сусідніх сіл під керівництвом інженерів Київського тресту «Укрводбуд» вкрили заплаву мережею каналів, спорудили лінії електропередач, водонасосні станції, встановили дощувальні установки. Того року колгосп імені Васильєва осушив і опанував 234 га заплавних земель. На нових площах він зібрав високий врожай і став колгоспом-мільйонером. Зросло парникове господарство, яке налічувало 1200 рам. Зміцніло тваринництво. Колгосп побудував для трудівників 185 житлових будинків. У 1950 році ланка депутата Верховної Ради УРСР Г. Ф. Бідненко зібрала по 519 цнт картоплі, а ланка В. І. Карпенко — по 543 цнт з гектара. За досягнення у вирощуванні цієї культури 11 колгоспників були удостоєні високих урядових нагород. В цей час у селі спорудили електропідстанцію, насосну станцію, розширили лісопильний завод, відкрили кілька майстерень.
Було відновлено роботу медпункту. З кінця 1943 року почалися заняття у середній школі. Активну роботу розгорнув сільський клуб, який став одним з кращих у районі. Відкрили бібліотеку.
Наприкінці 1950 року колгосп імені Васильєва об'єднався з колгоспом імені Ворошилова с. Гути-Межигірської. Новій артілі присвоїли ім'я В. І. Леніна. Колгосп мав овочево-картопляно-молочний напрям. Протягом 1951—1958 років він посідав передове місце серед господарств району. На фермах, обладнаних новітнім устаткуванням, утримувалося понад 600 голів великої рогатої худоби, 750 свиней, 200 овець, майже 2,6 тис. штук птиці. Розвивалося парниково-тепличне господарство. З кожного квадратного метра теплиць було зібрано по 151,7 кг овочів. Валовий дохід колгоспу зріс до 1 млн. 343 тис. крб. За досягнення в розвитку сільськогосподарського виробництва господарство в 1955 році брало участь у Всесоюзній сільськогосподарській виставці.
В наступні роки колгосп досяг нових успіхів. Надої від однієї корови зросли до 3638 кг, на 100 га сільськогосподарських угідь було одержано 354,5 цнт молока, 48,3 цнт м'яса (в т. ч. 38 цнт свинини)2. За самовіддану працю значна група демидівців у 1957 році одержала урядові нагороди, а ланковій Л. С. Карпенко було присвоєно високе звання Героя Соціалістичної Праці. Протягом 1955—1957 років виробництво м'яса та прибутки колгоспу збільшилися утричі. У 1958 році колгосп імені Леніна взяв участь у Виставці досягнень народного господарства СРСР і був відзначений дипломом 2-го ступеня. Голову колгоспу І. Ф. Тесленка нагородили Малою золотою медаллю, агронома В. М. Терещенка, зоотехніка Т. Ю. Ткача, доярку П. Г. Шарикову та бригадира рільничої бригади М. О. Гордєєва — малими срібними медалями ВСГВ3. Того року за особливі заслуги в розвитку сільського господарства району звання Героя Соціалістичної Праці удостоєний перший секретар Києво-Святошинського РК КП України О. О. Сапухін (1917—1970).
Демидівський колгосп часто відвідували різні іноземні делегації та туристи, яких ознайомлювали з досягненнями колгоспного виробництва.
На початку 1959 року на базі Демидівського та Лютізького колгоспів було створено радгосп «Демидівський», який у 1961 році перейменували на радгосп імені Васильєва. Тоді ж тут створили дослідно-показове господарство. При ланці Героя Соціалістичної Праці Л. С. Карпенко діяла школа передового досвіду, в якій протягом лютого—березня 1961 року навчалося понад 20 членів комсомольсько-молодіжних ланок з багатьох колгоспів і радгоспів району.
Радгосп імені Васильєва — велике господарство, за яким закріплено 3392 га землі, в т. ч. 1657 га орної. Зрошувані землі становлять 426 га. У радгоспному парниково-тепличному господарстві площа теплиць дорівнює 668 м², під плівкою — 20 тис. м², парникових рам — 13200. Щороку радгосп імені Васильєва виробляє близько 5 тис. тонн овочів. У 1968—1969 роках було одержано в середньому по 152 цнт овочів і по 119,6 цнт картоплі, а ланка Й. О. Магденко зібрала по 201,7 цнт картоплі з гектара. Значне місце в господарстві посідає і тваринництво. Поголів'я великої рогатої худоби зросло до 1,5 тис. голів. У 1969 році на 100 га сільськогосподарських угідь було вироблено по 1081 цнт молока. Машинний парк радгоспу налічує 32 трактори, 9 комбайнів, 46 автомашин та багато іншої сільськогосподарської техніки.
Серед працівників радгоспу широко розгорнулося соціалістичне змагання за звання ударників і колективів комуністичної праці. Багато трудівників одержали високі урядові нагороди. Орденами Леніна нагороджено механізатора, тепер керуючого відділком радгоспу М. О. Магденка та доярку П. Г. Шарикову. Орденом Трудового Червоного Прапора нагороджено доярку Г. О. Мамченко та директора радгоспу І. Ф. Тесленка, орденом «Знак Пошани» — доярку К. І. Когтєву, бригадира парниководів П. К. Опанасенка, ланкову В. І. Карпенко, головного зоотехніка Л. В. Фастова. У 1967 році радгосп імені Васильєва за високі трудові показники був нагороджений пам'ятним Червоним прапором ЦК КПРС, Президії Верховної Ради СРСР, Ради Міністрів СРСР та ВЦРПС. Включившись у всенародне змагання на честь 100-ліття від дня народження В. І. Леніна та за гідну зустріч XXIV з'їзду КПРС і XXIV з'їзду КП України, працівники радгоспу виконали восьмий п'ятирічний план по виробництву фруктів на 124,8 % і м'яса — на 120,2 %. Всі ці досягнення — результат великої роботи партійної організації радгоспу, яка налічує 164 особи. Комсомольців у селі було 126 осіб.
З промислових підприємств у Демидові діяли засолзавод з консервним цехом, що виготовляє до 1 млн. банок консервів на рік, молокозавод, який за добу переробляє понад 20 тонн молока і 8 тонн щоденно відправляє в Київ, зрошувальна станція, пилорама.
За післявоєнні роки здійснено реконструкцію Демидова. Тут збудовано понад 500 нових цегляних, критих шифером або черепицею будинків, у яких живуть працівники радгоспу. Тільки протягом 1967—1969 рр. зведено 28 індивідуальних та два 16-квартирні комунальні житлові будинки. Село електрифіковано і радіофіковано. Здійснено також газифікацію та до багатьох будинків проведено водяне опалення. В центрі села є площа, навколо якої розмістилися будинки адміністративних установ та громадських організацій. Вулиці розширені і впорядковані. Тут діють сільський універмаг, спеціалізований магазин меблів, господарські та продовольчі магазини, кілька побутових майстерень. Товарооборот торговельної мережі постійно зростає і у 1969 році перевищив 1 млн. 88 тис. карбованців.
З медичних закладів у Демидові діють лікарня на 35 ліжок, пологовий будинок, амбулаторія, яка має рентгенологічний та зубопротезний кабінети, і аптека. В них працюють 22 спеціалісти з вищою та середньою медичною освітою.
Великі зрушення відбулися і в галузі освіти. В Демидові діють середня школа, вечірня середня школа, філія музичної школи. В них навчається 582 учні і працюють 32 вчителі. Багато років успішно трудиться на ниві народної освіти заслужена вчителька УРСР Л. М. Матюк. Для дошкільнят створено комбінат, в якому виховується 110 дітей.
Добрі традиції роботи має будинок культури. До 50-річчя Жовтневих подій для нього було споруджено нове приміщення на 400 місць. При будинку культури працюють гуртки художньої самодіяльності і кабінет політосвіти. У Демидові є бібліотека, книжковий фонд якої становить 14,5 тис. примірників. Велику масово-політичну роботу проводить сільське відділення товариства «Знання», яке об'єднує 34 лектори.

### Після відновлення незалежності
B 1992 році село переведено на централізоване газопостачання.
8 вересня 2012 року було відкрито спортивний комплекс «Діназ».
У 2015 році у Демидові був відкритий зоопарк «XII Місяців» з площею у 16 га. У зоопарку мешкає понад 100 видів диких і свійських тварин. У зоопарку буде відкрита статуя вокаліста і басиста групи Slayer — Тома Арайї.

### Російське вторгнення
25 лютого 2022 року у село зайшли російські окупаційні війська. 26 лютого зранку село було повністю знеструмлене. На початку березня по центру села був нанесений ракетний удар. Тоді ж остаточно припинилося газопостачання, що викликало масову стихійну евакуацію місцевого населення. 1 квітня Демидів повернувся під контроль українських військ. Через підрив дамби та мосту через річку Ірпінь зранку 25 лютого частину села затопило, мешканців евакуювали.

## Пам'ятки, визначні місця
- Церква святого Михаїла[8].
- Місце Богоявлення
- Залишки зміїних валів
- Могила Варвари Довженко, першої дружини відомого кінорежисера Олександра Довженко

## Інфраструктура
У селі є медична амбулаторія, ветеринарна лабораторія, середня школа, сільський будинок культури, бібліотека, центр розвитку дитини" Орлятко",стадіон, зоопарк " 12 місяців", сітка приватний магазинів.

## Відомі люди
- Коваленко Олексій Володимирович (1976—2022) — підполковник Збройних сил України. Старший викладач кафедри радіоелектронної боротьби житомирського військового інституту імені С. П. Корольова. Учасник російсько-української війни.
- Костюченко Олександр Андрійович (1975—2014) — український військовик, старший сержант Збройних сил України, учасник російсько-української війни. Народився у Демидові.
- Ноздровська Ірина Сергіївна (1979—2017) — українська правозахисниця, помічниця нардепа Тетяни Чорновол.

## Вшанування
- Село згадується в романі А. В. Кузнецова «Бабин Яр».